# Groenestijn

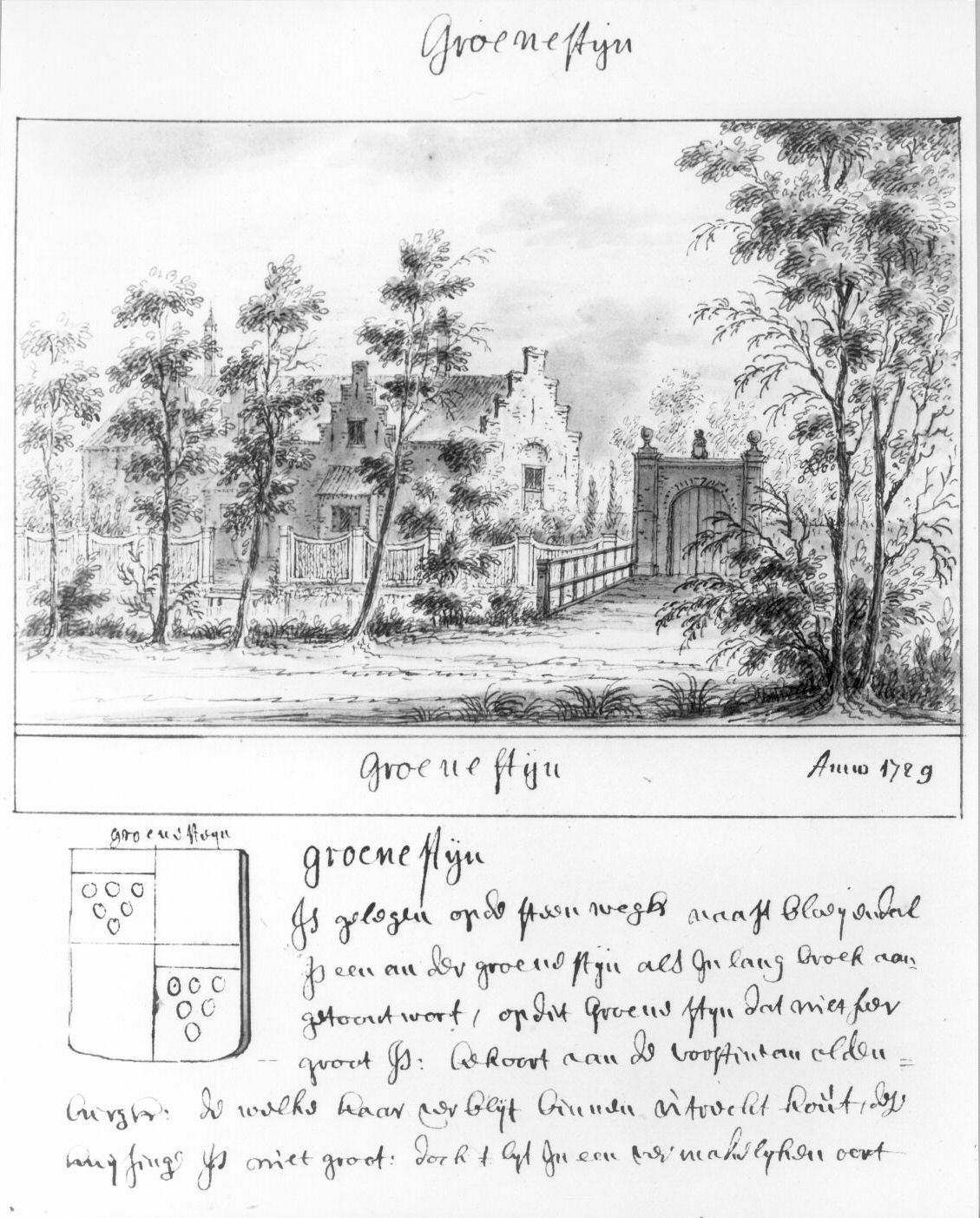
Gezicht op het huis Groenestein aan de Biltsche Grift te Utrecht, uit het noordwesten.Met een beschrijving van het huis en een afbeelding van het wapen.

Afbeelding van de wapenschilden van vier Utrechtse ridderhofsteden en hun bezitters: linksboven Kleine Haer, rechtsboven Clarenburg / Cornelis van Clarenburg, linksonder Dompselaar / Evert van Wijnbergen, rechtsonder Groenestein / Egidius de Ridder.Pagina 29 in een gebonden handschrift uit ca. 1660 met afbeeldingen van de ridderhofsteden in het Nedersticht, voorafgegaan door pagina's met afbeeldingen van de wapens van de vijf Utrechtse kapittels, van de vijf steden, van de ridderhofsteden en hun bezitters en van verschillende onbekende wapens en wapenbekroningen

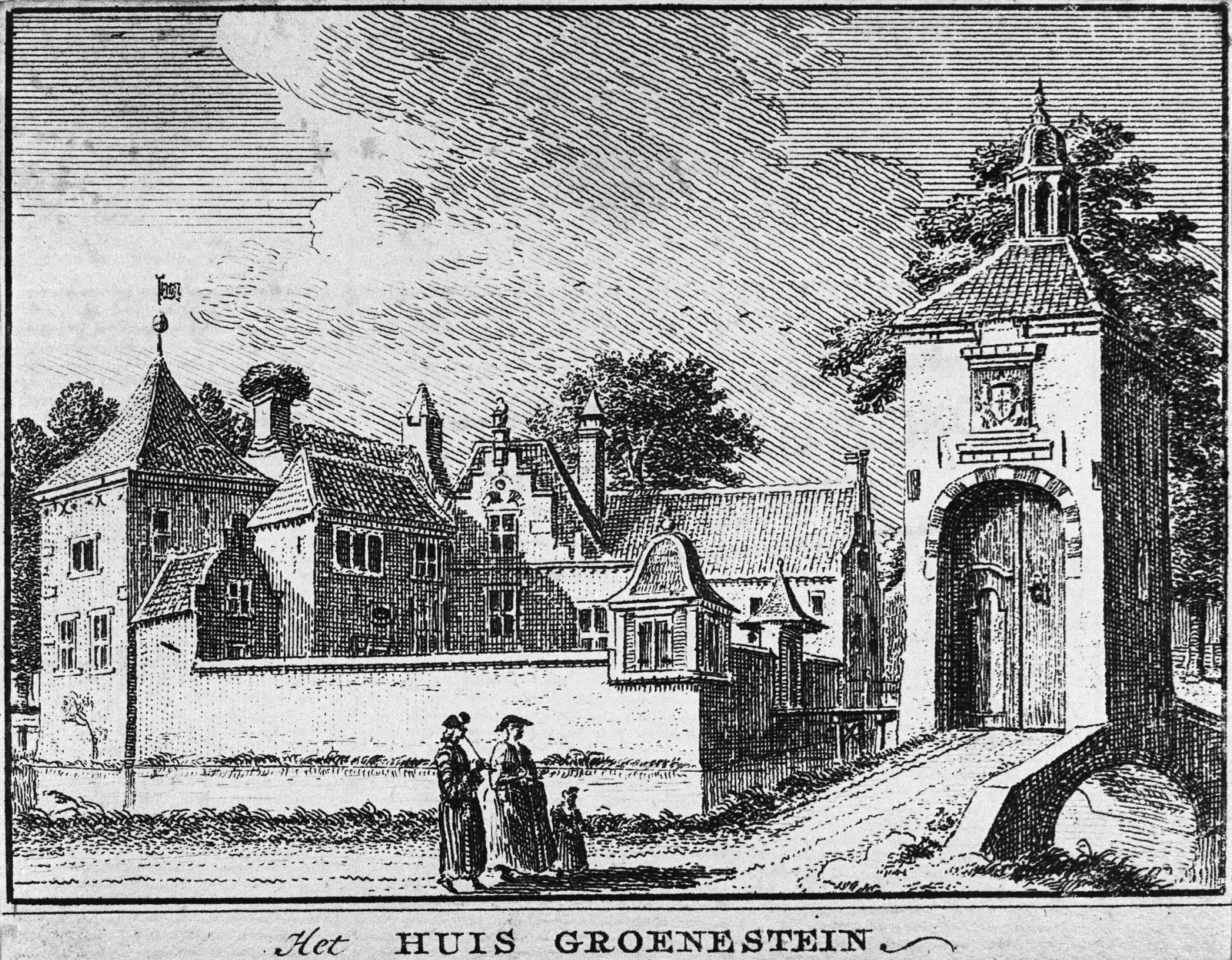
Gezicht op het kasteel Groenestein te Nederlangbroek uit het zuiden, met rechts het nog bestaande poortgebouwtje aan de Langbroekerwetering.

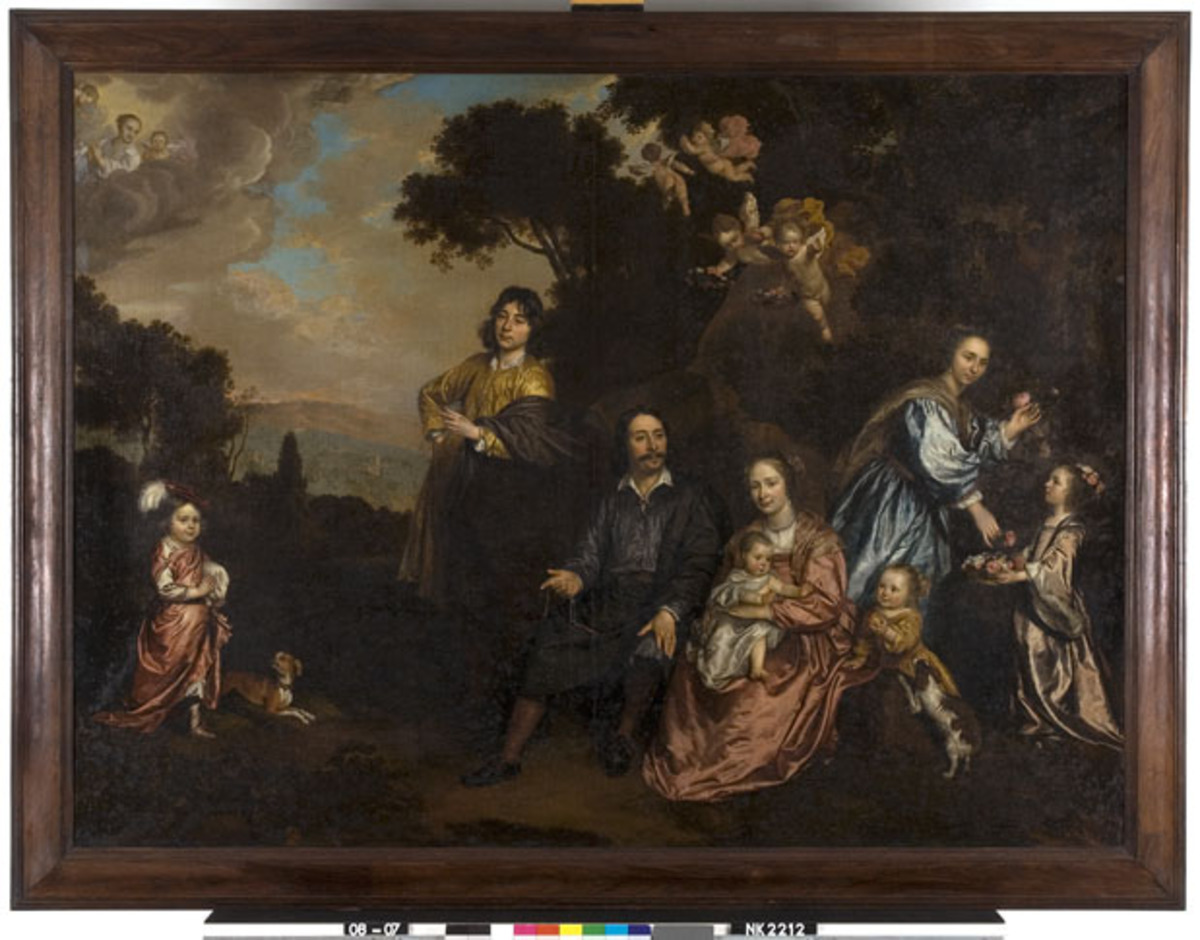
Laurens Ravens (1602-1685) en zijn tweede echtgenote Maria van Groenesteijn (gest. 1660) met hun kinderen in een landschap, Schilderijlijst

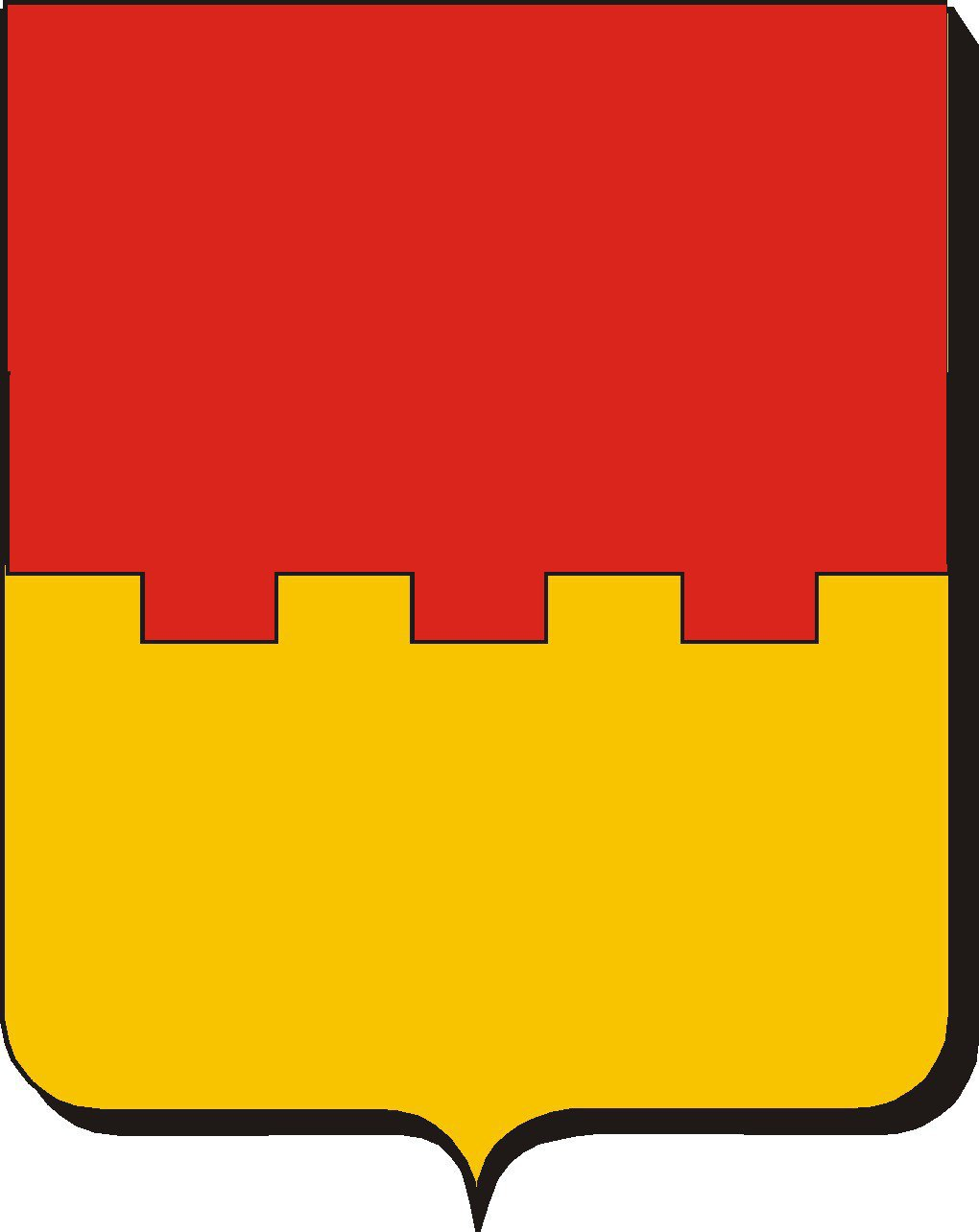
Wapenschild familie Groenstijn

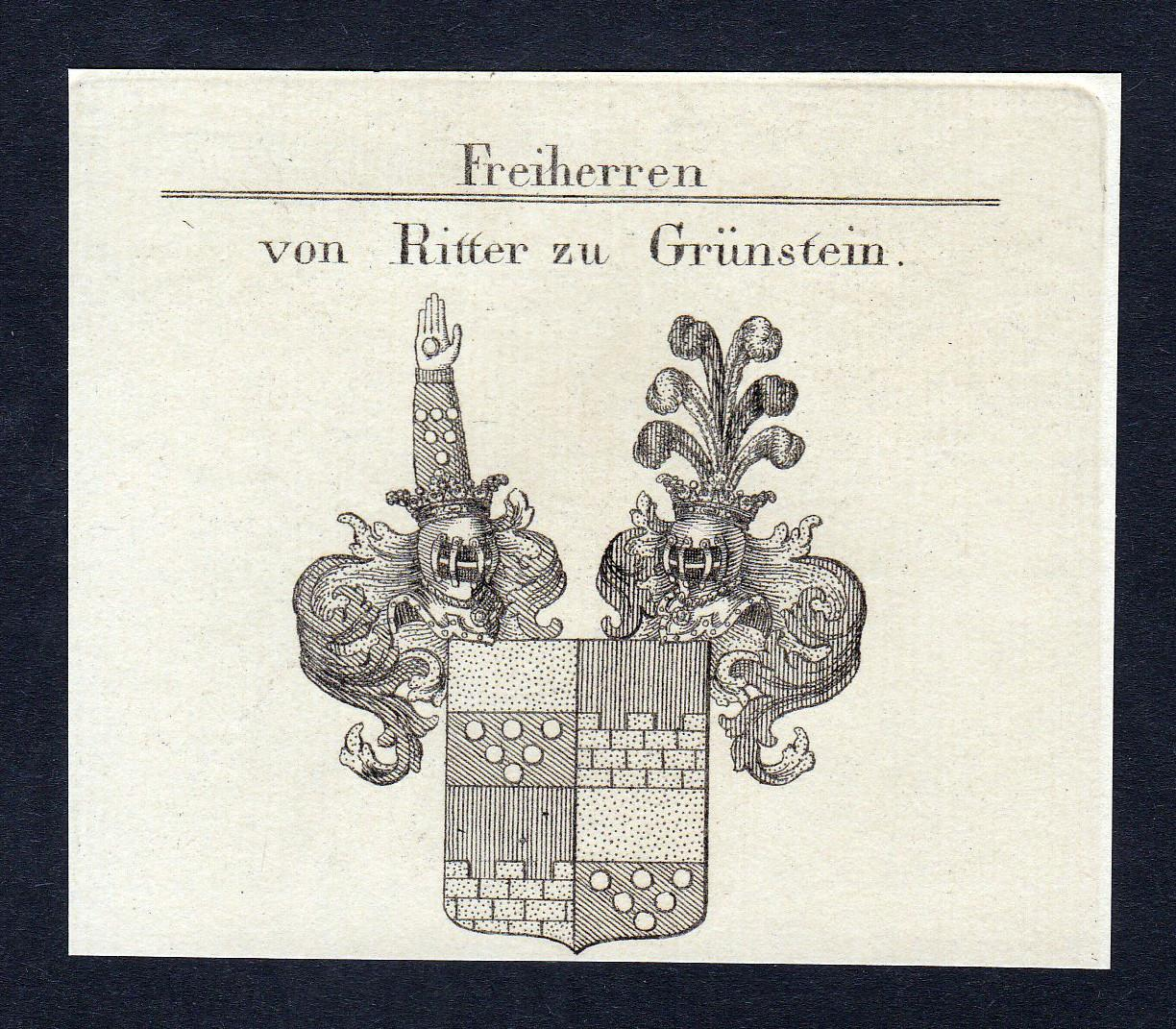
Wapenschild Freiherren von Ridder zu Grünstein

De familienaam Groenestijn gaat waarschijnlijk terug tot in de 14de eeuw, toen er voor het eerste gesproken werd van het kasteel Groenesteyn.
De familienaam Groenestijn kent vele varianten zoals, Groenestein, Groenenstijn, Groenensteyn, Groenesteijn, Groenesteyn & Groenestyn maar ook de "van" varianten zijn vrijwel allemaal te herleiden tot één stamvader. De familienaam werd door de eeuwen heen vaak verkeerd geschreven en heden ten dage is dat nog steeds zo. Want in het geval van het kasteel te Langbroek heeft men het over "kasteel Groenestein" terwijl er op de gevel van het poortgebouw "Groenesteyn" staat. 

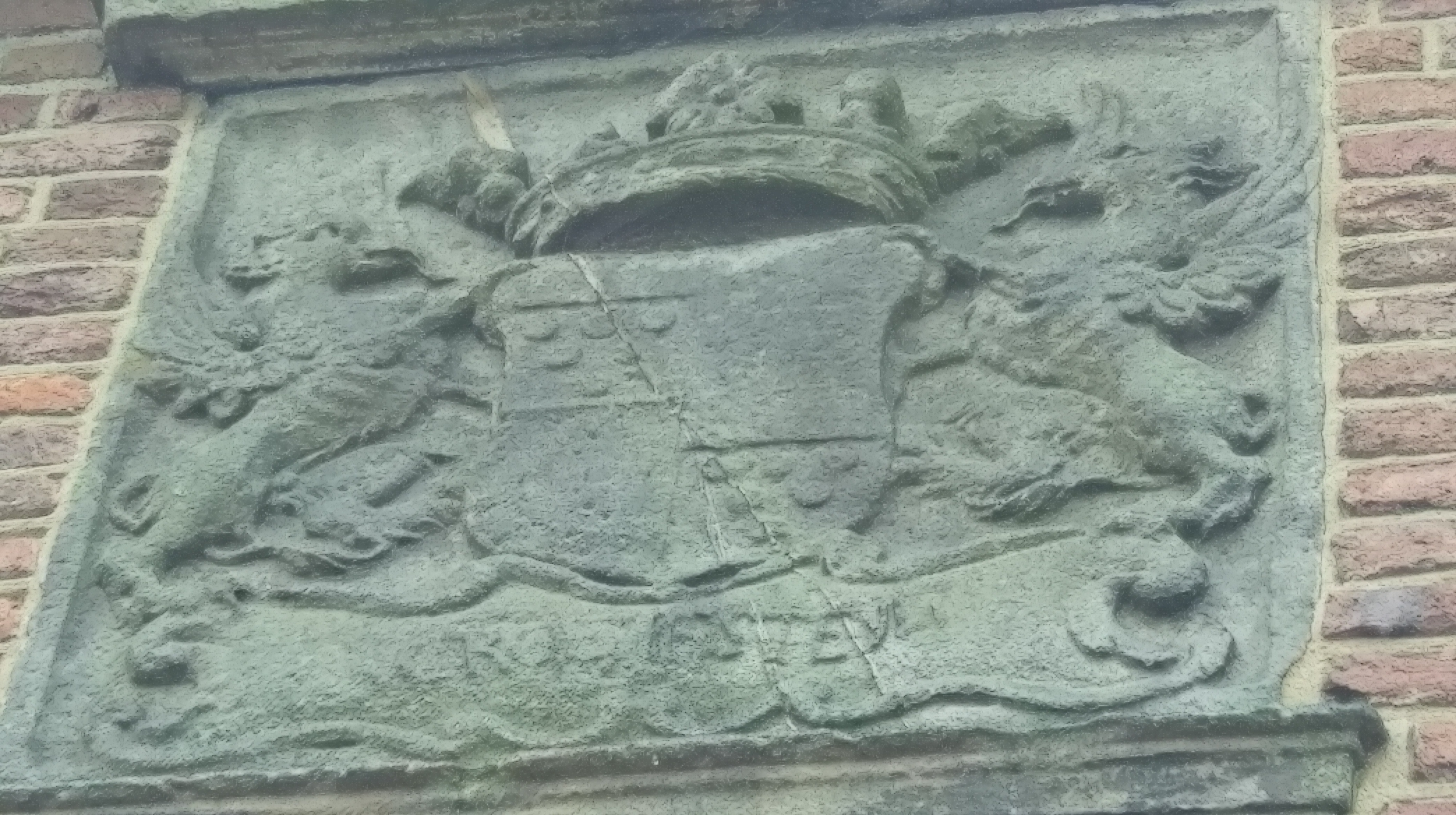
Familiewapen in steen

Rond 1763 wordt er voor het eerst melding gemaakt van de naam "Groenesteyn" in het "Adelyk En Aanzienelyk Wapen-Boek Van De Zeven Provincien" De familie "van Montfoort van Groenesteyn" die later "van Montfoort" hebben laten wegvallen behoren tot de pre-napoleontische adel en gaat dus terug tot in de 15de eeuw. Het familiewapen van deze familie bestaat uit een geel/blauw geblokt schild.

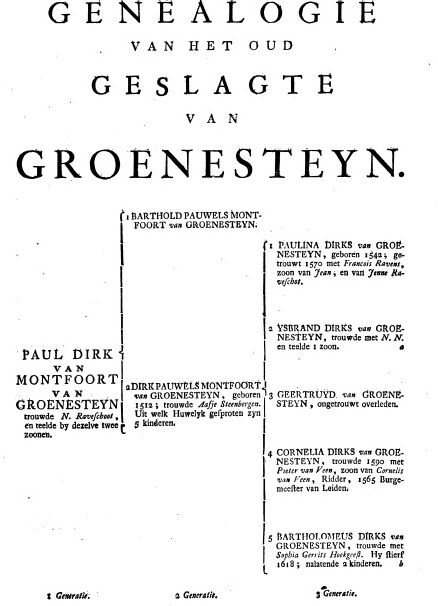
screenshot van het adelsboek

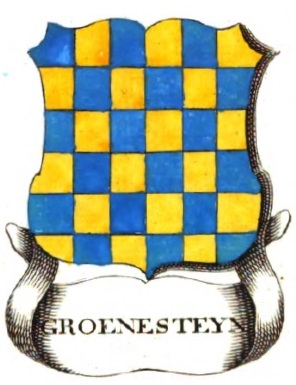
Familiewapen Groenesteyn

Verder is er ook de familie "de Ridder van Groenesteyn", maar deze familie "de Ridder" heeft de naam van het kasteel Groenesteyn aangenomen toen deze in hun bezit kwam. Nazaten van deze familie zijn vooral woonachtig in Duitsland en de naam is daar dan ook verbasterd tot "von Ritter zu Groenesteyn". Deze familietak staat bekend vanwege hun wijngoed "Schloss Groenesteyn" en de vooraanstaande architect Anselm Franz von Ritter zu Groenesteyn die onder andere het Deutschhaus in Mainz ontworpen heeft.

Het kasteel Groenesteyn in Langbroek, Wijk bij Duurstede werd in 1847 bij het landgoed Sandenburg gevoegd en is in 1862 gesloopt. Alleen de toegangspoort is blijven staan. 

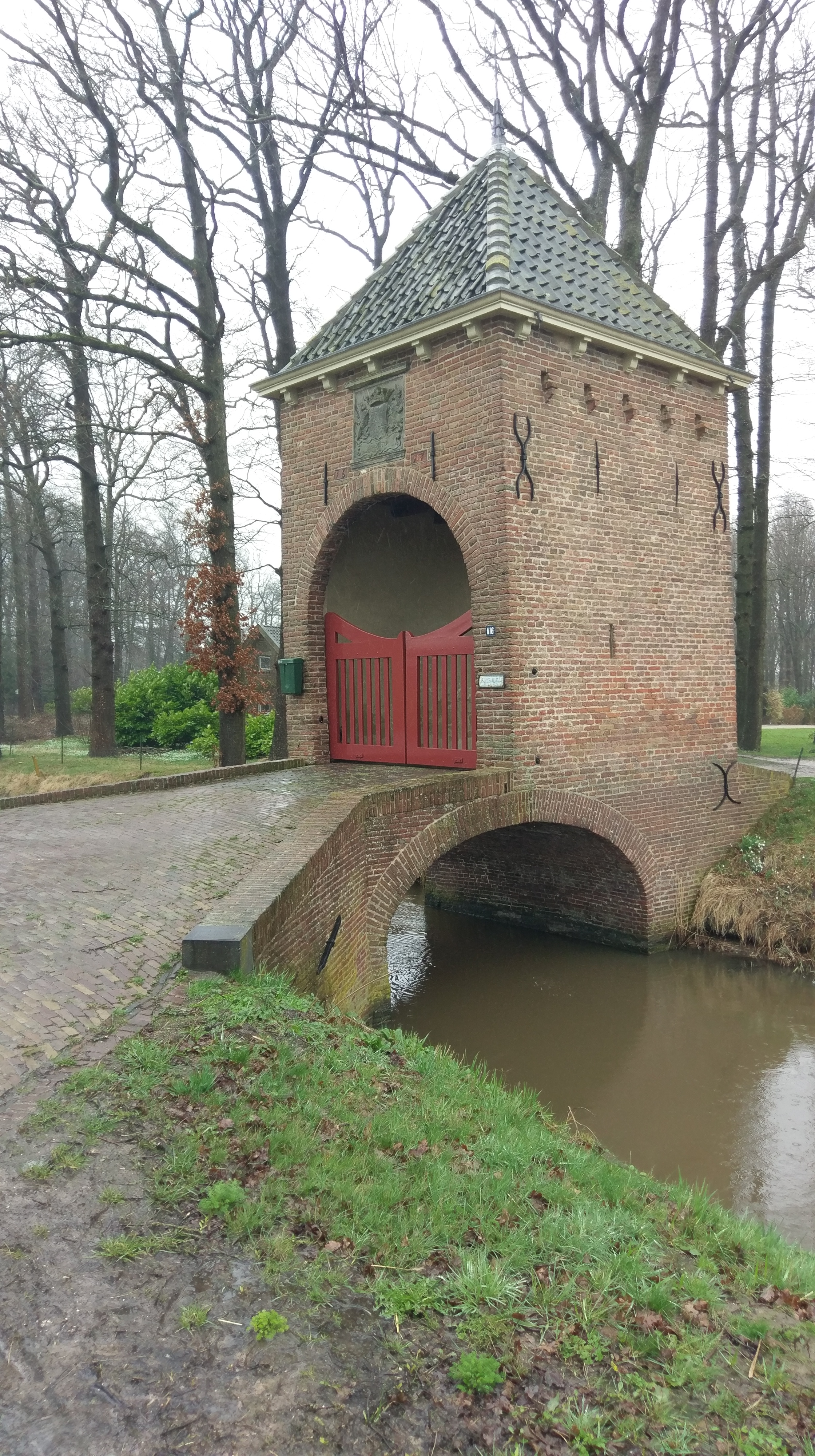
De toegangspoort van kasteel Groenesteyn in Langbroek

In totaal zijn er vier familiewapens die toegeschreven worden aan de familie, waarvan het wapen van de Ridder van Groenesteyn uit vier kwartieren bestaat.  

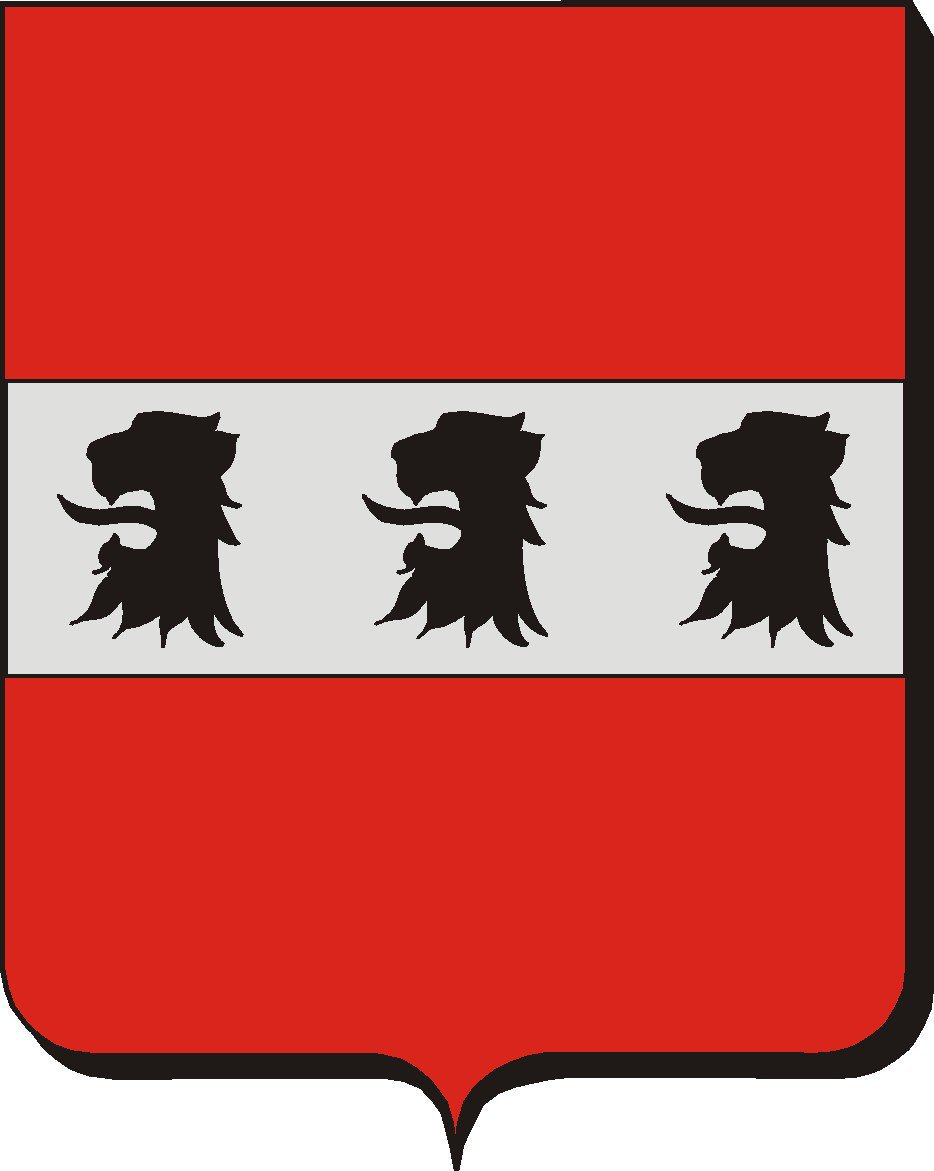
Groenestijn wapen 2

Naast Duitsland zijn sommige familieleden naar andere oorden getrokken. Zo trouwde Doublet van Groenestein met de Engelse Robert Darcy, 4th Earl of Holderness. Waardoor zij zich "Maria d'Arcy Countess of Holderness" ging noemen. 

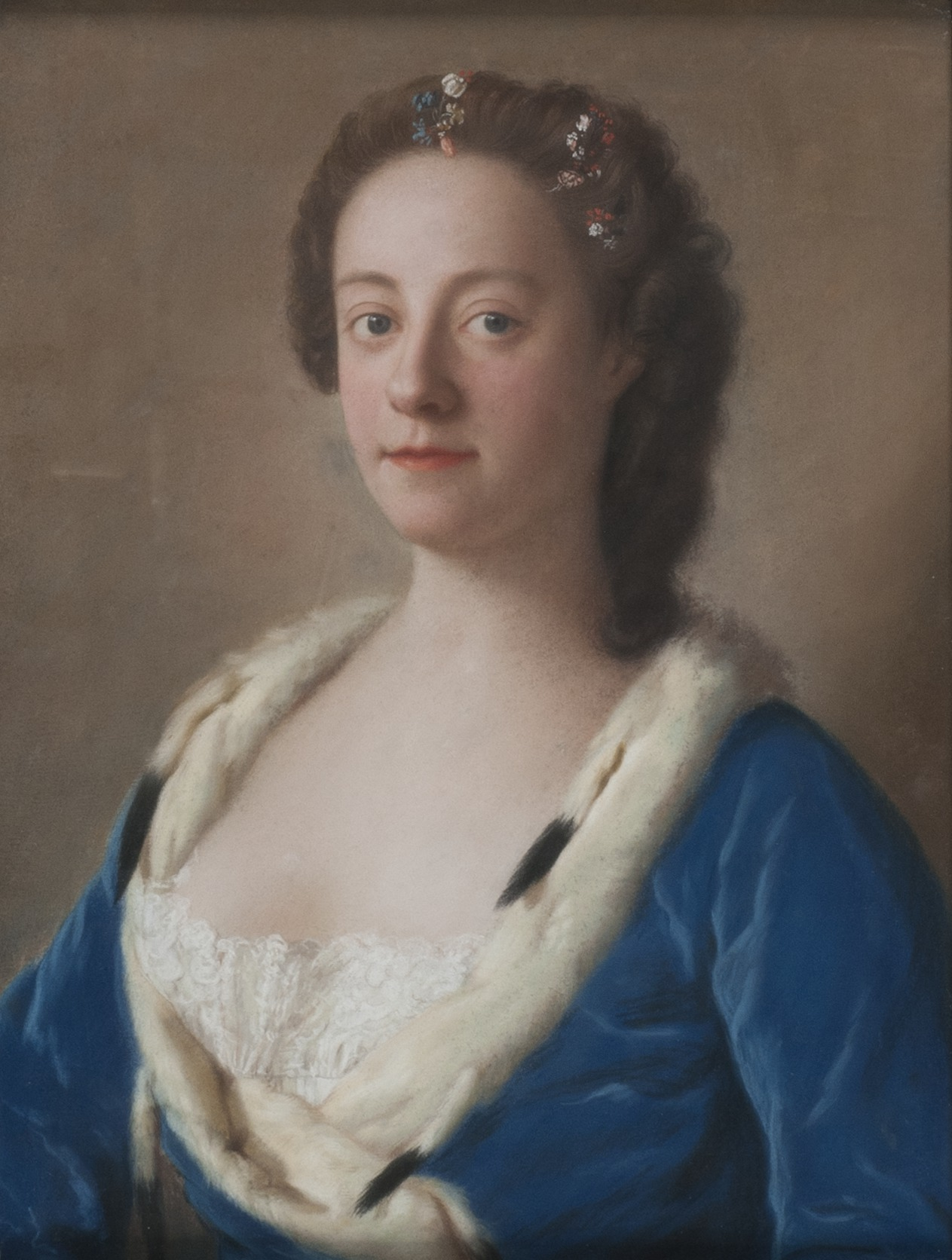
Maria d'Arcy (1720-1801), gravin van Holderness Doublet van Groenestein